# لوکوف (ناحیه زلین)
لوکوف (به چکی: Lukov) یک منطقهٔ مسکونی در جمهوری چک است که در ناحیه زلین واقع شده‌است. لوکوف ۱۰٫۸۶ کیلومتر مربع مساحت و ۱٬۷۰۱ نفر جمعیت دارد و ۳۱۶ متر بالاتر از سطح دریا واقع شده‌است.